# Kopalnia łupków Gonervan
Kopalnia łupków Gonervan – kopalnia łupków otwarta w 1886 roku. W 2014 roku została wpisana do rejestru zabytków dziedzictwa architektonicznego.

## Lokalizacja
Kopalnia zlokalizowana jest w Gonervan, w miejscowości Plévin, w departamencie Côtes-d’Armor, w regionie Bretania.

## Historia
W 1886 roku François Le Floch wynajął na trzy lata od właściciela młyna Kerzall, Jeanne Louise Le Fall, ziemię i otworzył kopalnię łupków. Po zakończeniu umowy, kopalnię przejął de Birrien, a od 1903 roku wydobycie kontynuowali François Rolland, Yves Perrien i Pierre Henry.
W kopalni powstał szyb o wymiarach 22 metry długości, 16 metrów szerokości i 27 metrów głębokości. Eksploatowano ścianę zachodnią. W 1904 roku zatrudnionych było 30 pracowników, wykorzystywano również wyciągarkę parową do podnoszenia bloków. Po 1907 roku kopalnię przejęła firma Camus et Cie. Powstał drugi szyb o głębokości 21 metrów. W 1915 roku szyb osiągnął głębokość 50 metrów. W tym samym roku z powodu strajku, kopalnia została zamknięta. Ponowne uruchomienie wydobycia nastąpiło w 1930 roku przez firmę Société Camus et Cie. Powstał trzeci szyb (dwa poprzednie wyeksploatowano) o głębokości 65 metrów. Po wyczerpaniu możliwości pozyskania łupków Société Camus et Cie zamyka kopalnię. Teren przejęli Camus i Bléjean i ponownie uruchomili wydobycie, by w 1937 roku ostatecznie zlikwidować kopalnię. Szyby zostały zalane wodą a wyrobiska zasypano.